# Suárez
Suárez – miasto w Kolumbii, w departamencie Cauca.